# José García Campillo
José García Campillo (Guardamar del Segura, Alicante, 16 de marzo de 1931 - Ibidem, 9 de noviembre de 2015) fue un futbolista español que se desempeñaba como portero.

## Clubes
| Club                | País   | Año       |
| ------------------- | ------ | --------- |
| Hércules C.F.       | España | 1952-1957 |
| Xerez Fútbol Club   | España | 1957-1958 |
| Real Murcia         | España | 1958-1966 |
| Real Betis Balompié | España | 1966-1968 |